# Sauvignac (Rebsorte)
Die weiße Rebsorte Sauvignac ist eine interspezifische Neuzüchtung zwischen Sauvignon × Riesling und einem nicht näher bekannten Resistenzpartner. Gene der Amur-Rebe (Vitis amurensis) und von Vitis vinifera wurden nachgewiesen. Sie gehört zu der neueren, sogenannten „CAL“-Serie vom Schweizer Rebenzüchter Valentin Blattner, gezüchtet in Soyhières im Schweizer Kanton Jura, und ist unter der Züchtungsnummer VB CAL 604 bekannt geworden.
Sauvignac erbringt Weißweine mit Aromen von Aprikosen, Äpfeln, Limetten und schwarzen Johannisbeeren. Die Sorte wird noch in sehr geringen Mengen in Deutschland angebaut, unter anderem auf dem Werderaner Wachtelberg.

## Ampelographische Sortenmerkmale
In der Ampelographie wird der Habitus folgendermaßen beschrieben:
- Die Trauben der neuen Rebsorte sind lockerbeerig. Die Beeren sind rund, bei Vollreife leicht rosafarben und hartschalig. Die Belaubung ähnelt der von Riesling.

Die Rebsorte zeichnet sich durch eine sehr gute Resistenz gegen Peronospora (Falscher Mehltau) und Botrytis (Grauschimmelfäule) aus. Da ein relativ später Austrieb vorherrscht, besteht wenig Gefahr bei Spätfrösten. Die Reife von Cal 6-04 ist etwa eine Woche vor dem Riesling. Der Wuchs ähnelt dem Riesling und ist mittelstark. Die Holzreife ist sehr gut. Der Ertrag ist ähnlich wie bei Riesling. Gegen Winterfröste ist die Rebe wenig empfindlich. Die Rebsorte Sauvignac gehört zur neuen Generation von Piwis. Als Piwis werden pilzwiderstandfähige Rebsorten bezeichnet die mittels Kreuzungszüchtung Resistenzen gegen die schlimmsten Schaderreger im Weinbau aufweisen und es ermöglichen den Pflanzenschutzmitteleinsatz deutlich zu begrenzen bzw. ganz auf deren Einsatz zu verzichten.